# Habrotrocha porrecta
Habrotrocha porrecta is een raderdiertjessoort uit de familie Habrotrochidae. De wetenschappelijke naam van deze soort is voor het eerst geldig gepubliceerd in 1950 door B?rzi?�.